# 아스틀란의 정신 세계 계획
《아스틀란의 정신 세계 계획》(스페인어: El Plan Espiritual de Aztlán)는 1969년 3월 콜로라도주 덴버에서 열린 제1기 《전국 치카노 해방 청년 대회》에서 채택된 문서이다. 이 문서는 〈아스틀란의 치카노 학생 운동〉(MEChA)의 설립 문서로 여겨진다. 이 문서의 전문은 온라인에서 손쉽게 구할 수 있다.
MEChA는 1960년대 후반과 1970년대 미국의 흑권력 운동 또는 남아공의 흑의식 운동 등의 운동들과 같은 맥락에서 태동하였다. 이들 운동에서 백인 주도적인 사회의 피억압 유색 인종은 이미 아프리카와 아시아에서 식민주의 체제를 쓰러트린 국민주의 해방 운동의 사상을 채택하였다.
멕시코 전쟁 당시 미국이 멕시코에게서 빼앗은 지역이며 치카노 역사가 체계적으로 말살되는 제도가 존재하며 대 치카노 분리주의 정책과 차별이 널리 퍼진 서남부에서 반식민지화 강령은 젊은 치카노 활동가들에게 큰 반향을 불러일으켰다. 이 운동의 중요한 부분은 아스틀란의 개념화였으며 "아스틀란의 정신 세계 계획"은 이 생각의 확장 결과였다.

## 참고 문서
- MEChA
- 산타 바바라 계획
- 치카노
- 아스틀란